# Guggisberg
Guggisberg (Bernduits: Guggischbärg) is een gemeente en plaats in het Zwitserse kanton Bern, en maakt deel uit van het district Bern-Mittelland.
Guggisberg telt 1.556 inwoners.

## Plaatsen in de gemeente
Riffenmatt-Schwendi, Kriesbaumen, Riedstätt, Kalchstätten, Hirschmatt-Laubbach, Riedacker, Sangernboden en Ottenleuebad.